# Karolina Chrapek
Karolina Chrapek (ur. 18 stycznia 1990 w Würzburgu) – polska narciarka alpejska, olimpijka z Soczi 2014.
Pięciokrotna medalistka uniwersjad. Startowała na mistrzostwach świata w narciarstwie alpejskim w 2011 i 2013.
Wielokrotna mistrzyni Polski.

## Osiągnięcia

### Igrzyska olimpijskie
| Miejsce | Dzień     | Rok  | Miejscowość | Konkurencja     | Czas biegu | Strata   | Zwycięzca         |
| ------- | --------- | ---- | ----------- | --------------- | ---------- | -------- | ----------------- |
| 17      | 10 lutego | 2014 | Soczi       | superkombinacja | 2:41.80 s  | + 7.18 s | Maria Höfl-Riesch |
| 33      | 12 lutego | 2014 | Soczi       | zjazd           | 1:46.90 s  | + 5.33 s | Tina Maze         |
| DNF1    | 15 lutego | 2014 | Soczi       | super gigant    | ---        | ---      | Anna Fenninger    |

### Mistrzostwa świata
| Miejsce | Dzień     | Rok  | Miejscowość            | Konkurencja     | Czas biegu | Strata    | Zwycięzca         |
| ------- | --------- | ---- | ---------------------- | --------------- | ---------- | --------- | ----------------- |
| 34      | 8 lutego  | 2011 | Garmisch-Partenkirchen | super gigant    | 1:29.89 s  | + 6.07 s  | Elisabeth Görgl   |
| DNF1    | 11 lutego | 2011 | Garmisch-Partenkirchen | superkombinacja | ---        | ---       | Tina Maze         |
| 20      | 17 lutego | 2011 | Garmisch-Partenkirchen | slalom gigant   | 2:51.49 s  | + 8.26 s  | Anna Fenninger    |
| 34      | 19 lutego | 2011 | Garmisch-Partenkirchen | slalom          | 1:29.89 s  | + 6.07 s  | Elisabeth Görgl   |
| DNS1    | 5 lutego  | 2013 | Schladming             | super gigant    | ---        | ---       | Tina Maze         |
| 27      | 8 lutego  | 2013 | Schladming             | superkombinacja | 2:52.31 s  | + 12.39 s | Maria Höfl-Riesch |
| DNF2    | 14 lutego | 2013 | Schladming             | slalom gigant   | ---        | ---       | Tessa Worley      |

### Puchar Świata

#### Miejsca w klasyfikacji generalnej
- 2009/2010 – niesklasyfikowana
- 2010/2011 – niesklasyfikowana
- 2011/2012 – niesklasyfikowana
- 2012/2013 – niesklasyfikowana
- 2013/2014 –